# Perturbation atmosphérique
Pour les articles homonymes, voir Perturbation.

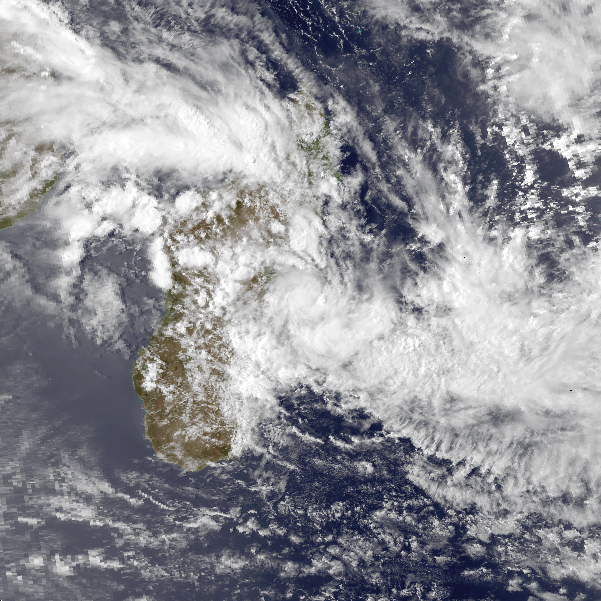
Perturbation tropicale qui donnera le cyclone Hutelle en 1993. Les nuages convectifs sont très désorganisés, sans circulation cyclonique apparente

Une perturbation atmosphérique est une interruption de l'équilibre local de l'atmosphère qui conduit à la formation de nuages et de précipitations. Ces perturbations peuvent se produire à différentes échelles spatiales et selon divers mécanismes. On parle ainsi de perturbations à la stabilité de l'air très locales donnant des orages et de perturbations dynamiques à grande échelle qui évoluent en dépressions météorologiques ou cyclones tropicaux.

## Causes
Le mouvement dans la troposphère, tant horizontalement que verticalement, est associé à la configuration de la circulation atmosphérique qui elle dépend de la répartition de pression et de la température donnée par les relations entre le vent géostrophique et le vent thermique. Si ces champs étaient uniformes et stationnaires autour de la Terre, l'atmosphère serait alors en état d'équilibre dynamique et rien ne bougerait.
En réalité, ces champs sont dynamiques et varient avec l'ensoleillement, les précipitations, l'obstruction de l'écoulement par des chaînes de montagnes, etc. Tout forçage dû à ces facteurs cause une perturbation initiale dans le flux atmosphérique qui va se propager sous forme d'une onde. Les effets de chauffage peuvent être à petite échelle, comme la génération d'ondes de gravité par convection, ou à grande échelle par la formation d'ondes de Rossby dues aux contrastes de température entre les continents et les océans selon la saison et la latitude. En plus de ces deux types d'ondes, les perturbations peuvent aussi être causées par des ondes de Kelvin  et dans une faible mesure par des ondes sonores longitudinales qui se dissipent rapidement.
Ces ondes atmosphériques transportent une quantité de mouvement et une répartition de la stabilité de l'air qui induit la modification du temps. Ces perturbations sont réinjectées dans le flux général lorsque l'onde se dissipe. La description mathématique des ondes atmosphériques donne des harmoniques sphériques et une section d'onde le long d'un cercle de latitude équivaut à une forme sinusoïdale.

## Types

### Perturbation de méso-échelle
C'est le cas des zones baroclines, où le faible gradient vertical de température potentielle offre, par définition, une faible stabilité statique qui favorise les mouvements horizontaux, verticaux et les nuages. Le moindre forçage déclenche un emballement du processus perturbé et mène au développement de nuages convectifs qui donneront des averses ou des orages. On parle donc d'un phénomène localisé appelée de méso-échelle.
Au contraire, dans les zones barotropes chaudes ou froides, la présence d'un gradient vertical de température potentielle est garant de stabilité statique et donc d'équilibres atmosphériques. À toutes altitudes, d'éventuelles zones de gradient plus faible de cette température potentielle vont pouvoir piéger des nuages (cirrus, brouillards) ou des rafales dans les courants-jets de basse couche ou d'altitude, par disparition localisée de la stabilité statique. Seul le cisaillement des vents peut créer une perturbation dans ces conditions.

### Perturbation frontale

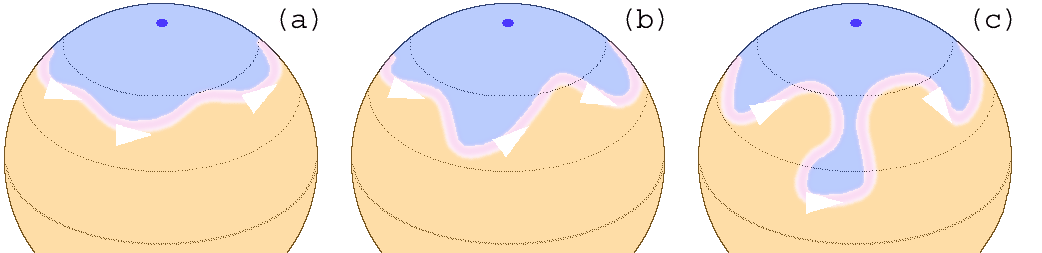
Développement d'une onde de Rossby le long du ruban thermique, ou front, qui propagera une perturbation atmosphérique à l'échelle synoptique qui se caractérise par des phénomènes de taille caractéristique d'un millier de kilomètres et une durée typique de quelques jours.

Carte météorologique animée sur l'Atlantique Nord de la tempête frontale Christian.

Selon la description classique des fronts issue de l’école norvégienne, dans le sens le plus courant (qui est celui que l'on suppose en l'absence d'autre précision), on désigne par l'expression de perturbation atmosphérique toute association de phénomènes météorologiques engendrant une dégradation du temps, pouvant aller parfois jusqu'à la genèse de tempêtes. 
Aux latitudes tempérées, cette expression s'applique couramment au système dépressionnaire structuré par un front chaud, un secteur chaud et un front froid (avec éventuellement une occlusion). Il s'agit alors de perturbations baroclines. La formation d'une perturbation qui résulte du conflit de masses d'air de natures différentes, naît à partir d'une ondulation du front polaire initiée par une décharge d'air froid. Les perturbations possèdent des zones de formation et de déplacement préférentiels qui sont regroupées en une « trajectoire des tempêtes (en) » appelée aussi route dépressionnaire ou rail de dépressions (ex. Tempête synoptique continentale américaine et tempête hivernale européenne) ,.
Cette expression peut également désigner la zone nuageuse associée à un tel système ou, simplement, à un creux barométrique isolé.

### Perturbation tropicale

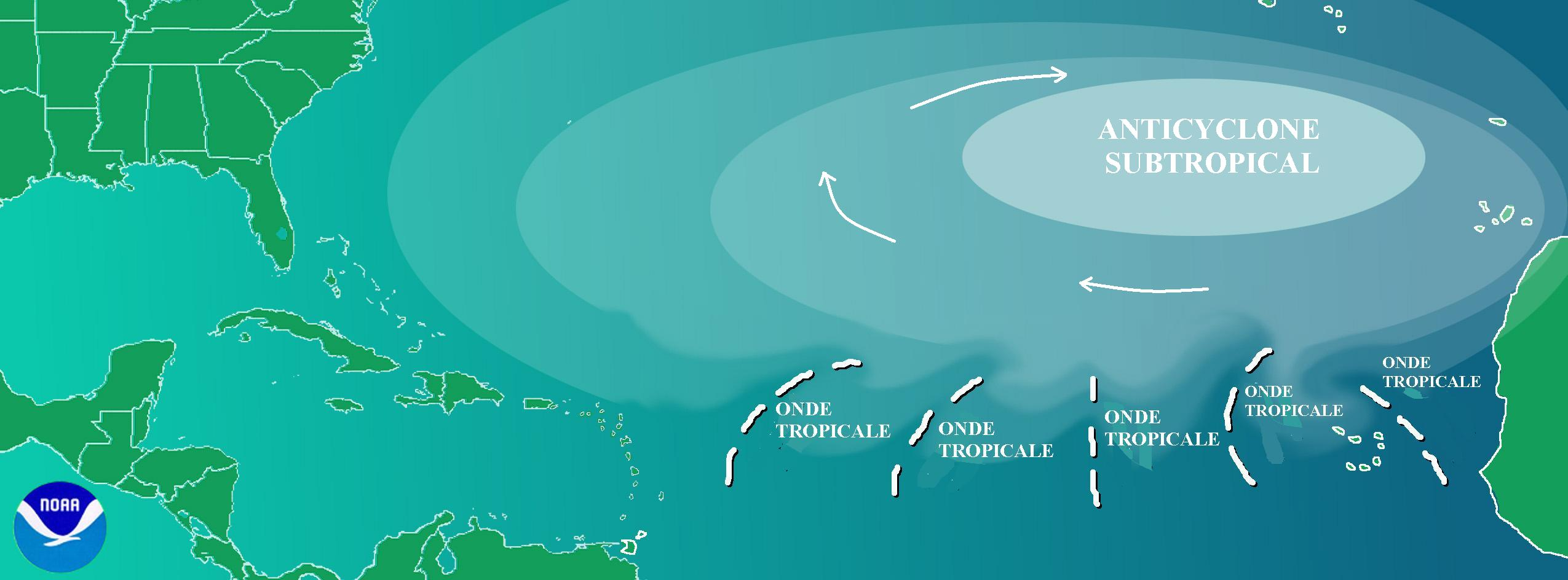
Ondes tropicales qui génèrent des perturbations tropicales

Dans le sens beaucoup plus réglementé des systèmes tropicaux, on désigne par perturbation tropicale une zone faiblement dépressionnaire qui ne s'accompagne en surface que de vents faibles. Elle s'oppose à la dépression tropicale (où le vent s'inscrit déjà dans une circulation bien caractérisée et où sa vitesse moyenne peut aller jusqu'à 33 nœuds, soit 61 km/h), à la tempête tropicale (où le maximum de cette vitesse moyenne se place entre 34 et 63 nœuds, soit un intervalle de 62 à 117 km/h) et au cyclone tropical (où ce maximum est au moins de 64 nœuds, soit 118 km/h).